# Hallelujah (canção de Alicia Keys)
Hallelujah é uma canção da cantora norte-americana Alicia Keys. Foi lançada em 17 de Junho de 2016 como segundo single de seu sexto álbum de estúdio Here.

## Divulgação
"Hallelujah" foi performada no programa Saturday Night Live em 8 de Maio de 2016. Em 12 de Junho no programa italiano "Che Temo Cha Fa" e em 11 de Maio de 2018 no Apple Music Festival.

## Let Me In
Alicia também produziu um documentário chamado "Let Me In" onde "Hallelujah" foi apresentada, o documentário discute a crise mundial de refugiados como se ela acontecesse nos Estados Unidos. A direção é de Jonathan Olinger e foi criada em parceria com as organizações não-governamentais We Are Here, Care, Oxfam e War Child. Sua estréia ocorreu em 12 de Junho de 2016, no TIDAL e em 17 de Junho de 2016, foi postado em seu canal oficial do Youtube.

## Histórico de lançamento
| País  | Data                | Formato          | Gravadora       |
| ----- | ------------------- | ---------------- | --------------- |
| Mundo | 17 de Junho de 2016 | Download digital | Sony Music, RCA |
| Mundo | 17 de Junho de 2016 | Streaming        | Sony Music, RCA |